# São Clemente (Santa Helena)
São Clemente é um distrito do município brasileiro de Santa Helena, no estado do Paraná.